# فهرست سفرهای دولتی به ایران

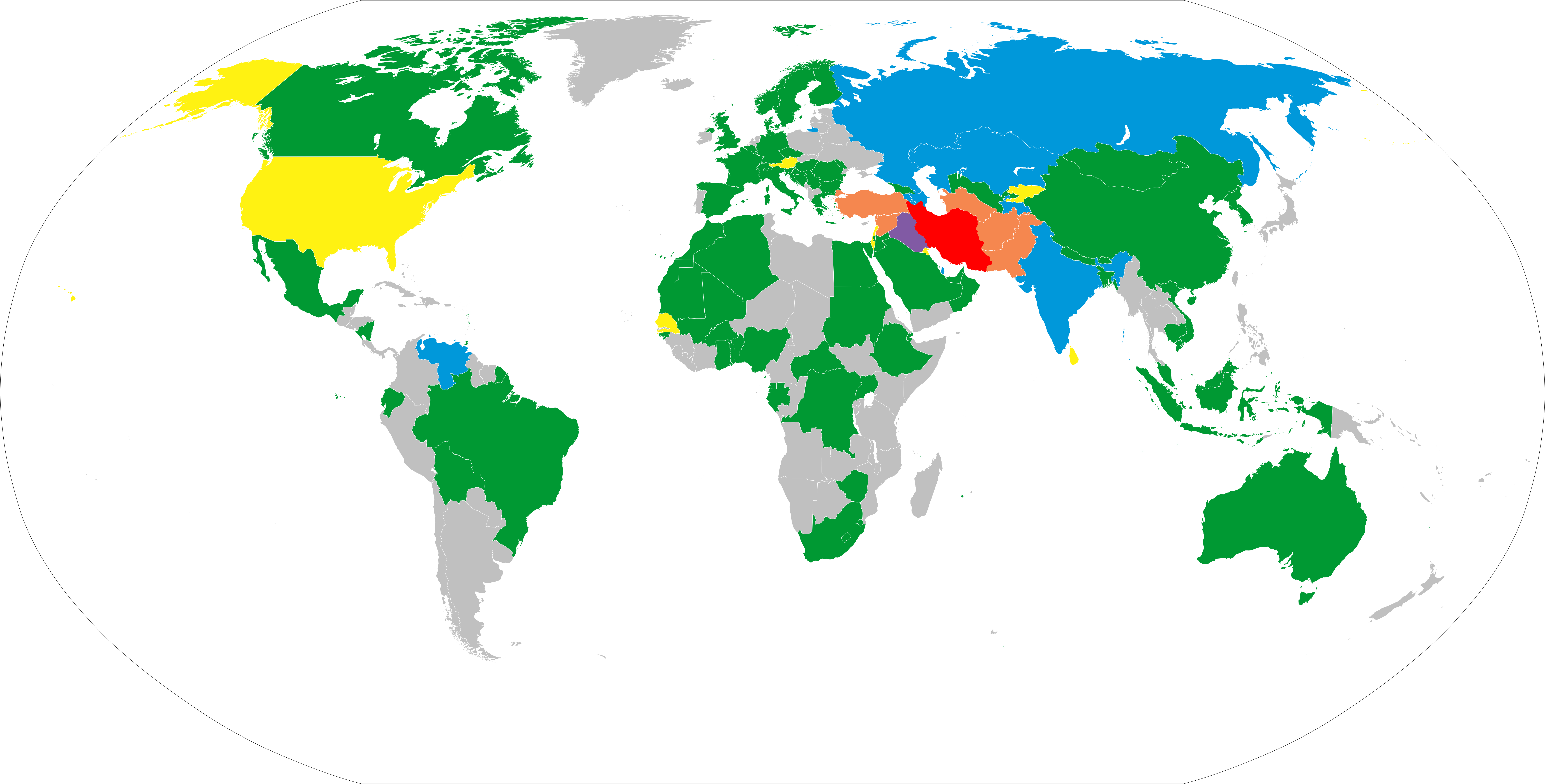
فهرست سفرهای دولتی به ایران:

این فهرست سفرهای خارجی رئیسان کشور و رئیس دولتی است که از ایران بازدید کرده و این سفرها توسط توسط وزارت امور خارجه ایران به عنوان بازدید دولتی، بازدید رسمی یا بازدید کاری نامگذاری شده‌اند.

## سفرها
| ر  | کشور                                         | میزبان                      | عنوان                        | تاریخ                          | اهمیت                                           |
| -- | -------------------------------------------- | --------------------------- | ---------------------------- | ------------------------------ | ----------------------------------------------- |
|    | • جمهوری اسلامی ایران (۱۹۷۹–تاکنون) •        |                             |                              |                                |                                                 |
|    | ریاست جمهوری مسعود پزشکیان (۲۰۲۴–تاکنون)     |                             |                              |                                |                                                 |
|    | ریاست جمهوری سید ابراهیم رئیسی (۲۰۲۱–۲۰۲۴)   |                             |                              |                                |                                                 |
| ۲۱ | کوبا                                         | میگل دایاز-کانل             | رئیس‌جمهور                    | ۴ دسامبر ۲۰۲۳                  |                                                 |
| ۲۰ | عراق                                         | محمد شیاع السودانی          | نخست‌وزیر                     | ۶ نوامبر ۲۰۲۳                  |                                                 |
| ۱۹ | ازبکستان                                     | شوکت میرضیایف               | رئیس‌جمهور                    | ۱۸ ژوئن ۲۰۲۳                   |                                                 |
| ۱۸ | عمان                                         | هیثم بن طارق آل‌سعید         | پادشاه                       | ۲۸ مه ۲۰۲۳                     |                                                 |
| ۱۷ | ارمنستان                                     | نیکول پاشینیان              | نخست‌وزیر                     | ۱ نوامبر ۲۰۲۲                  |                                                 |
| ۱۶ | روسیه                                        | ولادیمیر پوتین              | رئیس‌جمهور                    | ۱۹ ژوئیه ۲۰۲۲                  |                                                 |
| ۱۵ | ترکیه                                        | رجب طیب اردوغان             | رئیس‌جمهور                    | ۱۹ ژوئیه ۲۰۲۲                  |                                                 |
| ۱۴ | عراق                                         | مصطفی الکاظمی               | نخست‌وزیر                     | ۲۷ ژوئن ۲۰۲۲                   |                                                 |
| ۱۳ | قزاقستان                                     | قاسم جومارت توقایف          | رئیس‌جمهور                    | ۱۹ ژوئن ۲۰۲۲                   |                                                 |
| ۱۲ | ونزوئلا                                      | نیکلاس مادورو               | رئیس‌جمهور                    | ۱۰ ژوئن ۲۰۲۲                   |                                                 |
| ۱۱ | تاجیکستان                                    | امامعلی رحمان               | رئیس‌جمهور                    | ۲۹ مه ۲۰۲۲                     |                                                 |
| ۱۰ | قطر                                          | تمیم بن حمد آل ثانی         | امیر                         | ۱۲ مه ۲۰۲۲                     |                                                 |
| ۹  | سوریه                                        | بشار اسد                    | رئیس‌جمهور                    | ۰۸ مه ۲۰۲۲                     |                                                 |
| ۸  | عراق                                         | مصطفی الکاظمی               | نخست‌وزیر                     | ۱۲ سپتامبر ۲۰۲۱                |                                                 |
| ۷  | سوریه                                        | عماد خمیس                   | نخست‌وزیر                     | ۱۲ ژانویه ۲۰۲۰                 |                                                 |
| ۶  | قطر                                          | تمیم بن حمد آل ثانی         | امیر                         | ۱۲ ژانویه ۲۰۲۰                 |                                                 |
| ۵  | پاکستان                                      | عمران خان                   | نخست‌وزیر                     | ۱۳ اکتبر ۲۰۲۱                  |                                                 |
| ۴  | الجزایر                                      | ایمن بن عبدالرحمان          | نخست‌وزیر                     | ۰۵ اوت ۲۰۲۱                    | تحلیف ابراهیم رئیسی                             |
| ۳  | ارمنستان                                     | نیکول پاشینیان              | نخست‌وزیر                     | ۰۵ اوت ۲۰۲۱                    | تحلیف ابراهیم رئیسی                             |
| ۲  | عراق                                         | برهم صالح                   | رئیس‌جمهور                    | ۰۵ اوت ۲۰۲۱                    | تحلیف ابراهیم رئیسی                             |
| ۱  | افغانستان                                    | محمداشرف غنی                | رئیس‌جمهور                    | ۰۵ اوت ۲۰۲۱                    | تحلیف ابراهیم رئیسی                             |
|    | ریاست جمهوری حسن روحانی (۲۰۱۳–۲۰۲۱)          |                             |                              |                                |                                                 |
| ۹۳ | عراق                                         | عادل عبدالمهدی              | نخست‌وزیر                     | ۲۲ ژوئیه ۲۰۱۹                  |                                                 |
| ۹۲ | ژاپن                                         | شینزو آبه                   | نخست‌وزیر                     | ۱۳ ژوئن ۲۰۱۹                   |                                                 |
| ۹۱ | تاجیکستان                                    | سراج‌الدین مهرالدین          | نخست‌وزیر                     | ۱ ژوئن ۲۰۱۹                    |                                                 |
| ۹۰ | پاکستان                                      | عمران خان                   | نخست‌وزیر                     | ۲۱–۲۲ آوریل ۲۰۱۹               |                                                 |
| ۸۹ | عراق                                         | عادل عبدالمهدی              | نخست‌وزیر                     | ۶ آوریل ۲۰۱۹                   |                                                 |
| ۸۸ | سوریه                                        | بشار اسد                    | رئیس‌جمهور                    | ۲۵–۲۶ فوریه ۲۰۱۹               |                                                 |
| ۸۷ | عراق                                         | برهم صالح                   | رئیس‌جمهور                    | ۱۷ نوامبر ۲۰۱۸                 |                                                 |
| ۸۶ | روسیه                                        | ولادیمیر پوتین              | رئیس‌جمهور                    | ۷ سپتامبر ۲۰۱۸                 |                                                 |
| ۸۵ | ترکیه                                        | رجب طیب اردوغان             | رئیس‌جمهور                    | ۷ سپتامبر ۲۰۱۸                 |                                                 |
| ۸۴ | سری‌لانکا                                     | مایتریپالا سیریسنا          | رئیس‌جمهور                    | ۱۳ مه ۲۰۱۸                     |                                                 |
| ۸۳ | روسیه                                        | ولادیمیر پوتین              | رئیس‌جمهور                    | ۱ نوامبر ۲۰۱۷                  |                                                 |
| ۸۲ | جمهوری آذربایجان                             | الهام علی‌اف                 | رئیس‌جمهور                    | ۱ نوامبر ۲۰۱۷                  |                                                 |
| ۸۱ | عراق                                         | حیدر عبادی                  | نخست‌وزیر                     | ۲۶ اکتبر ۲۰۱۷                  |                                                 |
| ۸۰ | ارمنستان                                     | کارن کاراپتیان              | نخست‌وزیر                     | ۹ اکتبر ۲۰۱۷                   |                                                 |
| ۷۹ | ترکیه                                        | رجب طیب اردوغان             | رئیس‌جمهور                    | ۴ اکتبر ۲۰۱۷                   |                                                 |
| ۷۸ | افغانستان                                    | محمداشرف غنی                | رئیس‌جمهور                    | ۵ اوت ۲۰۱۷                     | مراسم تحلیف دوازدهمین دوره ریاست‌جمهوری در ایران |
| ۷۷ | ارمنستان                                     | سرژ سارگسیان                | رئیس‌جمهور                    | ۵ اوت ۲۰۱۷                     | مراسم تحلیف دوازدهمین دوره ریاست‌جمهوری در ایران |
| ۷۶ | عراق                                         | فؤاد معصوم                  | رئیس‌جمهور                    | ۵ اوت ۲۰۱۷                     | مراسم تحلیف دوازدهمین دوره ریاست‌جمهوری در ایران |
| ۷۵ | مولداوی                                      | ایگور دودون                 | رئیس‌جمهور                    | ۵ اوت ۲۰۱۷                     | مراسم تحلیف دوازدهمین دوره ریاست‌جمهوری در ایران |
| ۷۴ | زیمبابوه                                     | رابرت موگابه                | رئیس‌جمهور                    | ۵ اوت ۲۰۱۷                     | مراسم تحلیف دوازدهمین دوره ریاست‌جمهوری در ایران |
| ۷۳ | لسوتو                                        | لتسی سوم                    | پادشاه                       | ۵ اوت ۲۰۱۷                     | مراسم تحلیف دوازدهمین دوره ریاست‌جمهوری در ایران |
| ۷۲ | قطر                                          | عبدالله بن ناصر آل ثانی     | نخست‌وزیر                     | ۵ اوت ۲۰۱۷                     | مراسم تحلیف دوازدهمین دوره ریاست‌جمهوری در ایران |
| ۷۱ | اسواتینی                                     | بارناباس سیبوسیزو دلامینی   | نخست‌وزیر                     | ۵ اوت ۲۰۱۷                     | مراسم تحلیف دوازدهمین دوره ریاست‌جمهوری در ایران |
| ۷۰ | سوریه                                        | عماد خمیس                   | نخست‌وزیر                     | ۵ اوت ۲۰۱۷                     | مراسم تحلیف دوازدهمین دوره ریاست‌جمهوری در ایران |
| ۶۹ | عراق                                         | حیدر عبادی                  | نخست‌وزیر                     | ۲۱ ژوئن ۲۰۱۷                   |                                                 |
| ۶۸ | گرجستان                                      | گیورگی کویرکاشویلی          | نخست‌وزیر                     | ۲۲–۲۳ آوریل ۲۰۱۷               |                                                 |
| ۶۷ | جمهوری آذربایجان                             | الهام علی‌اف                 | رئیس‌جمهور                    | ۶–۷ مارس ۲۰۱۷                  |                                                 |
| ۶۶ | سوئد                                         | استفان لوون                 | نخست‌وزیر                     | ۱۱–۱۲ فوریه ۲۰۱۷               |                                                 |
| ۶۵ | مولدووا                                      | ایگور دودون                 | رئیس‌جمهور                    | ۱۰ فوریه ۲۰۱۷                  | مسابقات قهرمانی شطرنج زنان ۲۰۱۷                 |
| ۶۴ | افغانستان                                    | عبدالله عبدالله             | رئیس اجراییه                 | ۱۱ ژانویه ۲۰۱۷                 | تشییع اکبر هاشمی رفسنجانی                       |
| ۶۳ | اندونزی                                      | جوکو ویدودو                 | رئیس‌جمهور                    | ۱۳–۱۴ دسامبر ۲۰۱۶              |                                                 |
| ۶۲ | اسلوونی                                      | بروت پاهور                  | رئیس‌جمهور                    | ۲۱–۲۲ نوامبر ۲۰۱۶              |                                                 |
| ۶۱ | بوسنی و هرزگوین                              | باقر عزت بیگویچ             | رئیس نهاد ریاست جمهوری       | ۲۵ اکتبر ۲۰۱۶                  |                                                 |
| ۶۰ | فنلاند                                       | سائولی نینیسته              | رئیس‌جمهور                    | ۲۵–۲۶ اکتبر ۲۰۱۶               |                                                 |
| ۵۹ | ونزوئلا                                      | نیکلاس مادورو               | رئیس‌جمهور                    | ۲۲ اکتبر ۲۰۱۶                  |                                                 |
| ۵۸ | بلغارستان                                    | بویکو بوریسوف               | نخست‌وزیر                     | ۱۱ ژوئیه ۲۰۱۶                  |                                                 |
| ۵۷ | هند                                          | نارندرا مودی                | نخست‌وزیر                     | ۲۲ مه ۲۰۱۶                     |                                                 |
| ۵۶ | افغانستان                                    | محمداشرف غنی                | رئیس‌جمهور                    | ۲۲ مه ۲۰۱۶                     |                                                 |
| ۵۵ | کرواسی                                       | کولیندا گرابار-کیتاروویچ    | رئیس‌جمهور                    | ۱۷ مه ۲۰۱۶                     |                                                 |
| ۵۴ | کره جنوبی                                    | پارک گون-هه                 | رئیس‌جمهور                    | ۱ مه ۲۰۱۶                      |                                                 |
| ۵۳ | آفریقای جنوبی                                | جیکوب زوما                  | رئیس‌جمهور                    | ۲۴ آوریل ۲۰۱۶                  |                                                 |
| ۵۲ | صربستان                                      | تومیسلاو نیکولیچ            | رئیس‌جمهور                    | ۱۷ آوریل ۲۰۱۶                  |                                                 |
| ۵۱ | ایتالیا                                      | ماتئو رنتسی                 | نخست‌وزیر                     | ۱۲ آوریل ۲۰۱۶                  |                                                 |
| ۵۰ | قزاقستان                                     | نورسلطان نظربایف            | رئیس‌جمهور                    | ۱۱ آوریل ۲۰۱۶                  |                                                 |
| ۴۹ | ویتنام                                       | ترونگ تان سانگ              | رئیس‌جمهور                    | ۱۳ مارس ۲۰۱۶                   |                                                 |
| ۴۸ | ترکیه                                        | احمد داووداغلو              | نخست‌وزیر                     | ۴ مارس ۲۰۱۶                    |                                                 |
| ۴۷ | سوئیس                                        | یوهان اشنایدر-آمان          | رئیس‌جمهور                    | ۲۶ فوریه ۲۰۱۶                  |                                                 |
| ۴۶ | جمهوری آذربایجان                             | الهام علی‌اف                 | رئیس‌جمهور                    | ۲۳ فوریه ۲۰۱۶                  |                                                 |
| ۴۵ | غنا                                          | جان درامانی ماهاما          | رئیس‌جمهور                    | ۱۴ فوریه ۲۰۱۶                  |                                                 |
| ۴۴ | یونان                                        | آلکسیس سیپراس               | نخست‌وزیر                     | ۷ فوریه ۲۰۱۶                   |                                                 |
| ۴۳ | چین                                          | شی جین پینگ                 | رئیس‌جمهور دبیرکل (رهبر عالی) | ۲۲ ژانویه ۲۰۱۶                 |                                                 |
| ۴۲ | پاکستان                                      | نواز شریف                   | نخست‌وزیر                     | ۱۹ ژانویه ۲۰۱۶                 |                                                 |
| ۴۱ | افغانستان                                    | عبدالله عبدالله             | رئیس اجرائیه                 | ۵ ژانویه ۲۰۱۶                  |                                                 |
| ۴۰ | مجارستان                                     | ویکتور اوربان               | نخست‌وزیر                     | ۱ دسامبر ۲۰۱۵                  |                                                 |
| ۳۹ | بولیوی                                       | اوو مورالس                  | رئیس‌جمهور                    | ۲۳ نوامبر ۲۰۱۵                 | سومین اجلاس مجمع کشورهای صادرکننده گاز          |
| ۳۸ | روسیه                                        | ولادیمیر پوتین              | رئیس‌جمهور                    | ۲۳ نوامبر ۲۰۱۵                 | سومین اجلاس مجمع کشورهای صادرکننده گاز          |
| ۳۷ | ونزوئلا                                      | نیکلاس مادورو               | رئیس‌جمهور                    | ۲۳ نوامبر ۲۰۱۵                 | سومین اجلاس مجمع کشورهای صادرکننده گاز          |
| ۳۶ | گینه استوایی                                 | تئودور اوبیانگ انگوئما      | رئیس‌جمهور                    | ۲۳ نوامبر ۲۰۱۵                 | سومین اجلاس مجمع کشورهای صادرکننده گاز          |
| ۳۵ | نیجریه                                       | محمدو بوهاری                | رئیس‌جمهور                    | ۲۳ نوامبر ۲۰۱۵                 | سومین اجلاس مجمع کشورهای صادرکننده گاز          |
| ۳۴ | الجزایر                                      | عبدالمالک سلال              | نخست‌وزیر                     | ۲۳ نوامبر ۲۰۱۵                 | سومین اجلاس مجمع کشورهای صادرکننده گاز          |
| ۳۳ | جمهوری آذربایجان                             | الهام علی‌اف                 | رئیس‌جمهور                    | ۲۳ نوامبر ۲۰۱۵                 | سومین اجلاس مجمع کشورهای صادرکننده گاز          |
| ۳۲ | مصر                                          | عبدالفتاح سیسی              | رئیس‌جمهور                    | ۲۳ نوامبر ۲۰۱۵                 | سومین اجلاس مجمع کشورهای صادرکننده گاز          |
| ۳۱ | قزاقستان                                     | کریم ماسیموف                | نخست‌وزیر                     | ۲۳ نوامبر ۲۰۱۵                 | سومین اجلاس مجمع کشورهای صادرکننده گاز          |
| ۳۰ | قطر                                          | تمیم بن حمد آل ثانی         | امیر                         | ۲۳ نوامبر ۲۰۱۵                 | سومین اجلاس مجمع کشورهای صادرکننده گاز          |
| ۲۹ | ترینیداد و توباگو                            | کیت راولی                   | نخست‌وزیر                     | ۲۳ نوامبر ۲۰۱۵                 | سومین اجلاس مجمع کشورهای صادرکننده گاز          |
| ۲۸ | عراق                                         | فؤاد معصوم                  | رئیس‌جمهور                    | ۲۳ نوامبر ۲۰۱۵                 | سومین اجلاس مجمع کشورهای صادرکننده گاز          |
| ۲۷ | ترکمنستان                                    | قربانقلی بردی‌محمداف         | رئیس‌جمهور                    | ۲۳ نوامبر ۲۰۱۵                 | سومین اجلاس مجمع کشورهای صادرکننده گاز          |
| ۲۶ | اتریش                                        | هاینتس فیشر                 | رئیس‌جمهور                    | ۸ سپتامبر ۲۰۱۵                 |                                                 |
| ۲۵ | قرقیزستان                                    | الماس‌بیگ آتامبایف           | رئیس‌جمهور                    | ۵ سپتامبر ۲۰۱۵                 |                                                 |
| ۲۴ | عراق                                         | نوری مالکی                  | نخست‌وزیر                     | ۱۶ اوت ۲۰۱۵                    |                                                 |
| ۲۳ | عراق                                         | فؤاد معصوم                  | رئیس‌جمهور                    | ۱۳ مه ۲۰۱۵                     |                                                 |
| ۲۲ | افغانستان                                    | محمداشرف غنی                | رئیس‌جمهور                    | ۱۹ آوریل ۲۰۱۵                  |                                                 |
| ۲۱ | ترکیه                                        | رجب طیب اردوغان             | رئیس‌جمهور                    | ۷ آوریل ۲۰۱۵                   |                                                 |
| ۲۰ | کویت                                         | صباح احمد جابر صباح         | امیر                         | ۱ ژوئن ۲۰۱۴                    |                                                 |
| ۱۹ | ترکیه                                        | رجب طیب اردوغان             | نخست‌وزیر                     | ۲۹–۳۰ ژانویه ۲۰۱۴              |                                                 |
| ۱۸ | افغانستان                                    | حامد کرزی                   | رئیس‌جمهور                    | ۸ دسامبر ۲۰۱۳                  |                                                 |
| ۱۷ | عمان                                         | قابوس بن سعید               | سلطان                        | ۲۵ اوت ۲۰۱۳                    |                                                 |
| ۱۶ | افغانستان                                    | حامد کرزی                   | رئیس‌جمهور                    | ۴ اوت ۲۰۱۳                     | مراسم تحلیف یازدهمین دوره ریاست‌جمهوری در ایران  |
| ۱۵ | ارمنستان                                     | سرژ سارگسیان                | رئیس‌جمهور                    | ۴ اوت ۲۰۱۳                     | مراسم تحلیف یازدهمین دوره ریاست‌جمهوری در ایران  |
| ۱۴ | گینه بیسائو                                  | شریفو نهامانجو              | رئیس‌جمهور                    | ۴ اوت ۲۰۱۳                     | مراسم تحلیف یازدهمین دوره ریاست‌جمهوری در ایران  |
| ۱۳ | قزاقستان                                     | نورسلطان نظربایف            | رئیس‌جمهور                    | ۴ اوت ۲۰۱۳                     | مراسم تحلیف یازدهمین دوره ریاست‌جمهوری در ایران  |
| ۱۲ | کویت                                         | صباح الخالد الصباح          | نخست‌وزیر                     | ۴ اوت ۲۰۱۳                     | مراسم تحلیف یازدهمین دوره ریاست‌جمهوری در ایران  |
| ۱۱ | قرقیزستان                                    | الماس‌بیگ آتامبایف           | رئیس‌جمهور                    | ۴ اوت ۲۰۱۳                     | مراسم تحلیف یازدهمین دوره ریاست‌جمهوری در ایران  |
| ۱۰ | لبنان                                        | میشل سلیمان                 | رئیس‌جمهور                    | ۴ اوت ۲۰۱۳                     | مراسم تحلیف یازدهمین دوره ریاست‌جمهوری در ایران  |
| ۹  | کره شمالی                                    | کیم یونگ نام                | رئیس‌جمهور                    | ۴ اوت ۲۰۱۳                     | مراسم تحلیف یازدهمین دوره ریاست‌جمهوری در ایران  |
| ۸  | پاکستان                                      | آصف‌علی زرداری               | رئیس‌جمهور                    | ۴ اوت ۲۰۱۳                     | مراسم تحلیف یازدهمین دوره ریاست‌جمهوری در ایران  |
| ۷  | قطر                                          | تمیم بن حمد آل ثانی         | امیر                         | ۴ اوت ۲۰۱۳                     | مراسم تحلیف یازدهمین دوره ریاست‌جمهوری در ایران  |
| ۶  | سری‌لانکا                                     | ماهیندا راجاپاکسا           | رئیس‌جمهور                    | ۴ اوت ۲۰۱۳                     | مراسم تحلیف یازدهمین دوره ریاست‌جمهوری در ایران  |
| ۵  | اسواتینی                                     | بارناباس سیبوسیزو دلامینی   | نخست‌وزیر                     | ۴ اوت ۲۰۱۳                     | مراسم تحلیف یازدهمین دوره ریاست‌جمهوری در ایران  |
| ۴  | سوریه                                        | وائل نادر حلقی              | نخست‌وزیر                     | ۴ اوت ۲۰۱۳                     | مراسم تحلیف یازدهمین دوره ریاست‌جمهوری در ایران  |
| ۳  | تاجیکستان                                    | امامعلی رحمان               | رئیس‌جمهور                    | ۴ اوت ۲۰۱۳                     | مراسم تحلیف یازدهمین دوره ریاست‌جمهوری در ایران  |
| ۲  | توگو                                         | فاوره گناسینگبه             | رئیس‌جمهور                    | ۴ اوت ۲۰۱۳                     | مراسم تحلیف یازدهمین دوره ریاست‌جمهوری در ایران  |
| ۱  | ترکمنستان                                    | قربانقلی بردی‌محمداف         | رئیس‌جمهور                    | ۴ اوت ۲۰۱۳                     | مراسم تحلیف یازدهمین دوره ریاست‌جمهوری در ایران  |
|    | ریاست جمهوری محمود احمدی‌نژاد (۲۰۰۵–۲۰۱۳)     |                             |                              |                                |                                                 |
|    | سوریه                                        | وائل نادر حلقی              | نخست‌وزیر                     | ۱۵–۱۶ ژانویه ۲۰۱۳              |                                                 |
|    | سازمان ملل متحد                              | بان کی‌مون                   | دبیرکل                       | ۲۶–۳۱ اوت ۲۰۱۲                 | شانزدهمین نشست جنبش غیرمتعهدها                  |
|    | مجمع عمومی سازمان ملل متحد                   | ناصر عبدالعزیز الناصر       | رئیس‌جمهور                    | ۲۶–۳۱ اوت ۲۰۱۲                 | شانزدهمین نشست جنبش غیرمتعهدها                  |
|    | افغانستان                                    | حامد کرزی                   | رئیس‌جمهور                    | ۲۶–۳۱ اوت ۲۰۱۲                 | شانزدهمین نشست جنبش غیرمتعهدها                  |
|    | بنین                                         | یایی بونی                   | رئیس‌جمهور                    | ۲۶–۳۱ اوت ۲۰۱۲                 | شانزدهمین نشست جنبش غیرمتعهدها                  |
|    | بورکینافاسو                                  | بلز کمپائوره                | رئیس‌جمهور                    | ۲۶–۳۱ اوت ۲۰۱۲                 | شانزدهمین نشست جنبش غیرمتعهدها                  |
|    | جمهوری آفریقای مرکزی                         | فرانسوا بوزیزه              | رئیس‌جمهور                    | ۲۶–۳۱ اوت ۲۰۱۲                 | شانزدهمین نشست جنبش غیرمتعهدها                  |
|    | جیبوتی                                       | اسماعیل عمر غیله            | رئیس‌جمهور                    | ۲۶–۳۱ اوت ۲۰۱۲                 | شانزدهمین نشست جنبش غیرمتعهدها                  |
|    | مصر                                          | محمد مرسی                   | رئیس‌جمهور                    | ۲۶–۳۱ اوت ۲۰۱۲                 | شانزدهمین نشست جنبش غیرمتعهدها                  |
|    | گابن                                         | علی بونگو                   | رئیس‌جمهور                    | ۲۶–۳۱ اوت ۲۰۱۲                 | شانزدهمین نشست جنبش غیرمتعهدها                  |
|    | گینه بیسائو                                  | شریفو نهامانجو              | رئیس‌جمهور                    | ۲۶–۳۱ اوت ۲۰۱۲                 | شانزدهمین نشست جنبش غیرمتعهدها                  |
|    | لبنان                                        | میشل سلیمان                 | رئیس‌جمهور                    | ۲۶–۳۱ اوت ۲۰۱۲                 | شانزدهمین نشست جنبش غیرمتعهدها                  |
|    | موریتانی                                     | محمد ولد عبدالعزیز          | رئیس‌جمهور                    | ۲۶–۳۱ اوت ۲۰۱۲                 | شانزدهمین نشست جنبش غیرمتعهدها                  |
|    | مغولستان                                     | تساخیاگین البگدورج          | رئیس‌جمهور                    | ۲۶–۳۱ اوت ۲۰۱۲                 | شانزدهمین نشست جنبش غیرمتعهدها                  |
|    | کره شمالی                                    | کیم یونگ نام                | رئیس‌جمهور                    | ۲۶–۳۱ اوت ۲۰۱۲                 | شانزدهمین نشست جنبش غیرمتعهدها                  |
|    | پاکستان                                      | آصف‌علی زرداری               | رئیس‌جمهور                    | ۲۶–۳۱ اوت ۲۰۱۲                 | شانزدهمین نشست جنبش غیرمتعهدها                  |
|    | فلسطین                                       | محمود عباس                  | رئیس‌جمهور                    | ۲۶–۳۱ اوت ۲۰۱۲                 | شانزدهمین نشست جنبش غیرمتعهدها                  |
|    | سنگال                                        | مکی سال                     | رئیس‌جمهور                    | ۲۶–۳۱ اوت ۲۰۱۲                 | شانزدهمین نشست جنبش غیرمتعهدها                  |
|    | سری‌لانکا                                     | ماهیندا راجاپاکسا           | رئیس‌جمهور                    | ۲۶–۳۱ اوت ۲۰۱۲                 | شانزدهمین نشست جنبش غیرمتعهدها                  |
|    | سودان                                        | عمر البشیر                  | رئیس‌جمهور                    | ۲۶–۳۱ اوت ۲۰۱۲                 | شانزدهمین نشست جنبش غیرمتعهدها                  |
|    | ترکمنستان                                    | قربانقلی بردی‌محمداف         | رئیس‌جمهور                    | ۲۶–۳۱ اوت ۲۰۱۲                 | شانزدهمین نشست جنبش غیرمتعهدها                  |
|    | اوگاندا                                      | یووری موسونی                | رئیس‌جمهور                    | ۲۶–۳۱ اوت ۲۰۱۲                 | شانزدهمین نشست جنبش غیرمتعهدها                  |
|    | زیمبابوه                                     | رابرت موگابه                | رئیس‌جمهور                    | ۲۶–۳۱ اوت ۲۰۱۲                 | شانزدهمین نشست جنبش غیرمتعهدها                  |
|    | تاجیکستان                                    | امامعلی رحمان               | رئیس‌جمهور                    | ۲۶–۳۱ اوت ۲۰۱۲                 | شانزدهمین نشست جنبش غیرمتعهدها                  |
|    | قطر                                          | حمد بن خلیفه آل ثانی        | امیر                         | ۲۶–۳۱ اوت ۲۰۱۲                 | شانزدهمین نشست جنبش غیرمتعهدها                  |
|    | بنگلادش                                      | شیخ حسینه                   | نخست‌وزیر                     | ۲۶–۳۱ اوت ۲۰۱۲                 | شانزدهمین نشست جنبش غیرمتعهدها                  |
|    | بوتان (کشور)                                 | جیگمی تینلی                 | نخست‌وزیر                     | ۲۶–۳۱ اوت ۲۰۱۲                 | شانزدهمین نشست جنبش غیرمتعهدها                  |
|    | کامبوج                                       | هون سن                      | نخست‌وزیر                     | ۲۶–۳۱ اوت ۲۰۱۲                 | شانزدهمین نشست جنبش غیرمتعهدها                  |
|    | هند                                          | مانموهان سینگ               | نخست‌وزیر                     | ۲۶–۳۱ اوت ۲۰۱۲                 | شانزدهمین نشست جنبش غیرمتعهدها                  |
|    | عراق                                         | نوری مالکی                  | نخست‌وزیر                     | ۲۶–۳۱ اوت ۲۰۱۲                 | شانزدهمین نشست جنبش غیرمتعهدها                  |
|    | مراکش                                        | عبدالاله بن کیران           | نخست‌وزیر                     | ۲۶–۳۱ اوت ۲۰۱۲                 | شانزدهمین نشست جنبش غیرمتعهدها                  |
|    | نپال                                         | بابورام بهاتارای            | نخست‌وزیر                     | ۲۶–۳۱ اوت ۲۰۱۲                 | شانزدهمین نشست جنبش غیرمتعهدها                  |
|    | سوریه                                        | وائل نادر حلقی              | نخست‌وزیر                     | ۲۶–۳۱ اوت ۲۰۱۲                 | شانزدهمین نشست جنبش غیرمتعهدها                  |
|    | ویتنام                                       | نگوین تان دونگ              | نخست‌وزیر                     | ۲۶–۳۱ اوت ۲۰۱۲                 | شانزدهمین نشست جنبش غیرمتعهدها                  |
|    | ترکیه                                        | رجب طیب اردوغان             | نخست‌وزیر                     | ۲۷–۲۸ مارس ۲۰۱۲                |                                                 |
|    | ترکمنستان                                    | قربانقلی بردی‌محمداف         | رئیس‌جمهور                    | ۲۷ مارس ۲۰۱۱                   | دومین جشنواره نوروز                             |
|    | عراق                                         | جلال طالبانی                | رئیس‌جمهور                    | ۲۷ مارس ۲۰۱۱                   | دومین جشنواره نوروز                             |
|    | تاجیکستان                                    | امامعلی رحمان               | رئیس‌جمهور                    | ۲۷ مارس ۲۰۱۱                   | دومین جشنواره نوروز                             |
|    | افغانستان                                    | حامد کرزی                   | رئیس‌جمهور                    | ۲۷ مارس ۲۰۱۱                   | دومین جشنواره نوروز                             |
|    | ارمنستان                                     | سرژ سارگسیان                | رئیس‌جمهور                    | ۲۷ مارس ۲۰۱۱                   | دومین جشنواره نوروز                             |
|    | ترکیه                                        | عبدالله گل                  | رئیس‌جمهور                    | ۱۳–۱۶ فوریه ۲۰۱۱               |                                                 |
|    | بولیوی                                       | اوو مورالس                  | رئیس‌جمهور                    | ۲۵–۲۸ اکتبر ۲۰۱۰               |                                                 |
|    | ونزوئلا                                      | هوگو چاوز                   | رئیس‌جمهور                    | ۱۹–۲۱ اکتبر ۲۰۱۰               |                                                 |
|    | سوریه                                        | بشار اسد                    | رئیس‌جمهور                    | ۲ اکتبر ۲۰۱۰                   |                                                 |
|    | الجزایر                                      | عبدالعزیز بوتفلیقه          | رئیس‌جمهور                    | ۱۵–۱۷ مه 2010                  | چهاردهمین نشست گروه ۱۵                          |
|    | برزیل                                        | لوئیس ایناسیو لولا دا سیلوا | رئیس‌جمهور                    | ۱۵–۱۷ مه 2010                  | چهاردهمین نشست گروه ۱۵                          |
|    | سنگال                                        | عبدالله واده                | رئیس‌جمهور                    | ۱۵–۱۷ مه 2010                  | چهاردهمین نشست گروه ۱۵                          |
|    | سری‌لانکا                                     | ماهیندا راجاپاکسا           | رئیس‌جمهور                    | ۱۵–۱۷ مه 2010                  | چهاردهمین نشست گروه ۱۵                          |
|    | زیمبابوه                                     | رابرت موگابه                | رئیس‌جمهور                    | ۱۵–۱۷ مه 2010                  | چهاردهمین نشست گروه ۱۵                          |
|    | ترکیه                                        | رجب طیب اردوغان             | نخست‌وزیر                     | ۱۵–۱۷ مه 2010                  | چهاردهمین نشست گروه ۱۵                          |
|    | ترکمنستان                                    | قربانقلی بردی‌محمداف         | رئیس‌جمهور                    | ۱۷–۱۸ آوریل ۲۰۱۰               | کنفرانس بین‌المللی خلع سلاح و عدم اشاعه          |
|    | عراق                                         | جلال طالبانی                | رئیس‌جمهور                    | ۱۷–۱۸ آوریل ۲۰۱۰               | کنفرانس بین‌المللی خلع سلاح و عدم اشاعه          |
|    | ترکمنستان                                    | قربانقلی بردی‌محمداف         | رئیس‌جمهور                    | ۲۷ مارس ۲۰۱۰                   | نخستین جشنواره نوروز                            |
|    | عراق                                         | جلال طالبانی                | رئیس‌جمهور                    | ۲۷ مارس ۲۰۱۰                   | نخستین جشنواره نوروز                            |
|    | تاجیکستان                                    | امامعلی رحمان               | رئیس‌جمهور                    | ۲۷ مارس ۲۰۱۰                   | نخستین جشنواره نوروز                            |
|    | افغانستان                                    | حامد کرزی                   | رئیس‌جمهور                    | ۲۷ مارس ۲۰۱۰                   | نخستین جشنواره نوروز                            |
|    | ونزوئلا                                      | هوگو چاوز                   | رئیس‌جمهور                    | ۵–۶ سپتامبر ۲۰۰۹               |                                                 |
|    | سوریه                                        | بشار اسد                    | رئیس‌جمهور                    | ۱۹ اوت ۲۰۰۹                    |                                                 |
|    | عمان                                         | قابوس بن سعید               | سلطان                        | ۴ اوت ۲۰۰۹                     |                                                 |
|    | ارمنستان                                     | سرژ سارگسیان                | رئیس‌جمهور                    | ۱۳–۱۴ آوریل ۲۰۰۹               |                                                 |
|    | ونزوئلا                                      | هوگو چاوز                   | رئیس‌جمهور                    | ۲–۴ آوریل ۲۰۰۹                 |                                                 |
|    | ترکیه                                        | عبدالله گل                  | رئیس‌جمهور                    | ۱۰–۱۱ مارس ۲۰۰۹                | دهمین نشست اکو                                  |
|    | افغانستان                                    | حامد کرزی                   | رئیس‌جمهور                    | ۱۰–۱۱ مارس ۲۰۰۹                | دهمین نشست اکو                                  |
|    | تاجیکستان                                    | امامعلی رحمان               | رئیس‌جمهور                    | ۱۰–۱۱ مارس ۲۰۰۹                | دهمین نشست اکو                                  |
|    | ترکمنستان                                    | قربانقلی بردی‌محمداف         | رئیس‌جمهور                    | ۱۰–۱۱ مارس ۲۰۰۹                | دهمین نشست اکو                                  |
|    | جمهوری آذربایجان                             | الهام علی‌اف                 | رئیس‌جمهور                    | ۱۰–۱۱ مارس ۲۰۰۹                | دهمین نشست اکو                                  |
|    | قرقیزستان                                    | قربان‌بیک باقی‌یف             | رئیس‌جمهور                    | ۱۰–۱۱ مارس ۲۰۰۹                | دهمین نشست اکو                                  |
|    | پاکستان                                      | یوسف‌رضا گیلانی              | نخست‌وزیر                     | ۱۰–۱۱ مارس ۲۰۰۹                | دهمین نشست اکو                                  |
|    | ازبکستان                                     | شوکت میرضیایف               | نخست‌وزیر                     | ۱۰–۱۱ مارس ۲۰۰۹                | دهمین نشست اکو                                  |
|    | قزاقستان                                     | کریم ماسیموف                | نخست‌وزیر                     | ۱۰–۱۱ مارس ۲۰۰۹                | دهمین نشست اکو                                  |
|    | عراق                                         | نوری مالکی                  | نخست‌وزیر                     | ۳–۴ ژانویه ۲۰۰۹                |                                                 |
|    | اکوادور                                      | رافائل کورئا                | رئیس‌جمهور                    | ۶ دسامبر ۲۰۰۸                  |                                                 |
|    | بولیوی                                       | اوو مورالس                  | رئیس‌جمهور                    | ۱ سپتامبر ۲۰۰۸                 |                                                 |
|    | سوریه                                        | بشار اسد                    | رئیس‌جمهور                    | اوت ۲–۳, ۲۰۰۸                  |                                                 |
|    | ونزوئلا                                      | هوگو چاوز                   | رئیس‌جمهور                    | ۱۹ نوامبر ۲۰۰۷                 |                                                 |
|    | روسیه                                        | ولادیمیر پوتین              | رئیس‌جمهور                    | ۱۶ اکتبر ۲۰۰۷                  | دومین اجلاس سران خزر                            |
|    | جمهوری آذربایجان                             | الهام علی‌اف                 | رئیس‌جمهور                    | ۱۶ اکتبر ۲۰۰۷                  | دومین اجلاس سران خزر                            |
|    | قزاقستان                                     | نورسلطان نظربایف            | رئیس‌جمهور                    | ۱۶ اکتبر ۲۰۰۷                  | دومین اجلاس سران خزر                            |
|    | ترکمنستان                                    | قربانقلی بردی‌محمداف         | رئیس‌جمهور                    | ۱۶ اکتبر ۲۰۰۷                  | دومین اجلاس سران خزر                            |
|    | عراق                                         | نوری مالکی                  | نخست‌وزیر                     | ۸–۱۰ اوت ۲۰۰۷                  |                                                 |
|    | ونزوئلا                                      | هوگو چاوز                   | رئیس‌جمهور                    | ۱–۲ ژوئیه ۲۰۰۷                 |                                                 |
|    | عراق                                         | جلال طالبانی                | رئیس‌جمهور                    | ۲۶ ژوئن ۲۰۰۷                   |                                                 |
|    | ترکمنستان                                    | قربانقلی بردی‌محمداف         | رئیس‌جمهور                    | ۱۶ ژوئن ۲۰۰۷                   |                                                 |
|    | نیکاراگوئه                                   | دانیل اورتگا                | رئیس‌جمهور                    | ۱۰ ژوئن ۲۰۰۷                   |                                                 |
|    | سوریه                                        | بشار اسد                    | رئیس‌جمهور                    | ۱۷–۱۸ فوریه ۲۰۰۷               |                                                 |
|    | ترکیه                                        | رجب طیب اردوغان             | نخست‌وزیر                     | ۲–۳ دسامبر ۲۰۰۶                |                                                 |
|    | عراق                                         | جلال طالبانی                | رئیس‌جمهور                    | ۲۷–۲۹ نوامبر ۲۰۰۶              |                                                 |
|    | ونزوئلا                                      | هوگو چاوز                   | رئیس‌جمهور                    | ۲۹–۳۱ ژوئیه ۲۰۰۶               |                                                 |
|    | ارمنستان                                     | روبرت کوچاریان              | رئیس‌جمهور                    | ۵–۶ ژوئیه ۲۰۰۶                 |                                                 |
|    | افغانستان                                    | حامد کرزی                   | رئیس‌جمهور                    | ۲۷–۲۸ مه ۲۰۰۶                  |                                                 |
|    | عراق                                         | جلال طالبانی                | رئیس‌جمهور                    | ۲۱–۲۳ نوامبر ۲۰۰۵              |                                                 |
|    | سوریه                                        | بشار اسد                    | رئیس‌جمهور                    | ۷–۸ اوت ۲۰۰۵                   |                                                 |
|    | ریاست جمهوری سید محمد خاتمی (۱۹۹۷–۲۰۰۵)      |                             |                              |                                |                                                 |
|    | ونزوئلا                                      | هوگو چاوز                   | رئیس‌جمهور                    | ۲۸–۲۹ دسامبر ۲۰۰۴              |                                                 |
|    | ترکیه                                        | رجب طیب اردوغان             | نخست‌وزیر                     | ۲۸–۳۰ ژوئیه ۲۰۰۴               |                                                 |
|    | اندونزی                                      | مگاواتی سوکارنوپوتری        | رئیس‌جمهور                    | ۱۸ فوریه ۲۰۰۴                  | چهارمین نشست گروه ۸ کشور اسلامی در حال توسعه    |
|    | نیجریه                                       | اولوسگون اوباسانجو          | رئیس‌جمهور                    | ۱۸ فوریه ۲۰۰۴                  | چهارمین نشست گروه ۸ کشور اسلامی در حال توسعه    |
|    | ترکیه                                        | احمد نجدت سزر               | رئیس‌جمهور                    | ۱۸ فوریه ۲۰۰۴                  | چهارمین نشست گروه ۸ کشور اسلامی در حال توسعه    |
|    | مالزی                                        | عبدالله احمد بداوی          | رئیس‌جمهور                    | ۱۸ فوریه ۲۰۰۴                  | چهارمین نشست گروه ۸ کشور اسلامی در حال توسعه    |
|    | پاکستان                                      | ظفرالله خان جمالی           | نخست‌وزیر                     | ۱۸ فوریه ۲۰۰۴                  | چهارمین نشست گروه ۸ کشور اسلامی در حال توسعه    |
|    | بنگلادش                                      | خالده ضیا                   | نخست‌وزیر                     | ۱۸ فوریه ۲۰۰۴                  | چهارمین نشست گروه ۸ کشور اسلامی در حال توسعه    |
|    | اتریش                                        | تامس کلستیل                 | رئیس‌جمهور                    | ۲۴–۲۷ ژانویه ۲۰۰۴              |                                                 |
|    | هند                                          | آتال بیهاری واجپایی         | رئیس‌جمهور                    | ۱۰–۱۳ آوریل ۲۰۰۱               |                                                 |
|    | چین                                          | جیانگ زمین                  | رئیس‌جمهور                    | آوریل ۲۰۰۱                     |                                                 |
|    | افغانستان                                    | برهان‌الدین ربانی            | رئیس‌جمهور                    | ۱۰ ژوئن ۲۰۰۰                   | ششمین نشست اکو                                  |
|    | جمهوری آذربایجان                             | حیدر علی‌اف                  | رئیس‌جمهور                    | ۱۰ ژوئن ۲۰۰۰                   | ششمین نشست اکو                                  |
|    | قرقیزستان                                    | عسکر آقایف                  | رئیس‌جمهور                    | ۱۰ ژوئن ۲۰۰۰                   | ششمین نشست اکو                                  |
|    | تاجیکستان                                    | امامعلی رحمان               | رئیس‌جمهور                    | ۱۰ ژوئن ۲۰۰۰                   | ششمین نشست اکو                                  |
|    | ترکمنستان                                    | صفرمراد نیازف               | رئیس‌جمهور                    | ۱۰ ژوئن ۲۰۰۰                   | ششمین نشست اکو                                  |
|    | ازبکستان                                     | اسلام کریموف                | رئیس‌جمهور                    | ۱۰ ژوئن ۲۰۰۰                   | ششمین نشست اکو                                  |
|    | قزاقستان                                     | قاسم جومارت توقایف          | نخست‌وزیر                     | ۱۰ ژوئن ۲۰۰۰                   | ششمین نشست اکو                                  |
|    | پاکستان                                      | پرویز مشرف                  | مدیر اجرایی                  | ۱۰ ژوئن ۲۰۰۰                   | ششمین نشست اکو                                  |
|    | اتریش                                        | تامس کلستیل                 | رئیس‌جمهور                    | سپتامبر ۱۹۹۹                   |                                                 |
|    | سازمان ملل متحد                              | کوفی عنان                   | دبیرکل                       | ۹–۱۱ دسامبر ۱۹۹۷               | هشتمین نشست سازمان همکاری اسلامی                |
|    | سازمان آزادی‌بخش فلسطین                       | یاسر عرفات                  | رئیس                         | ۹–۱۱ دسامبر ۱۹۹۷               | هشتمین نشست سازمان همکاری اسلامی                |
|    | پاکستان                                      | نواز شریف                   | نخست‌وزیر                     | ۹–۱۱ دسامبر ۱۹۹۷               | هشتمین نشست سازمان همکاری اسلامی                |
|    | لبنان                                        | رفیق حریری                  | نخست‌وزیر                     | ۹–۱۱ دسامبر ۱۹۹۷               | هشتمین نشست سازمان همکاری اسلامی                |
|    | بنگلادش                                      | شیخ حسینه                   | نخست‌وزیر                     | ۹–۱۱ دسامبر ۱۹۹۷               | هشتمین نشست سازمان همکاری اسلامی                |
|    | مراکش                                        | عبداللطیف فلالی             | نخست‌وزیر                     | ۹–۱۱ دسامبر ۱۹۹۷               | هشتمین نشست سازمان همکاری اسلامی                |
|    | ترکیه                                        | سلیمان دمیرل                | رئیس‌جمهور                    | ۹–۱۱ دسامبر ۱۹۹۷               | هشتمین نشست سازمان همکاری اسلامی                |
|    | لبنان                                        | الیاس هراوی                 | رئیس‌جمهور                    | ۹–۱۱ دسامبر ۱۹۹۷               | هشتمین نشست سازمان همکاری اسلامی                |
|    | سوریه                                        | حافظ اسد                    | رئیس‌جمهور                    | ۹–۱۱ دسامبر ۱۹۹۷               | هشتمین نشست سازمان همکاری اسلامی                |
|    | جمهوری آذربایجان                             | حیدر علی‌اف                  | رئیس‌جمهور                    | ۹–۱۱ دسامبر ۱۹۹۷               | هشتمین نشست سازمان همکاری اسلامی                |
|    | افغانستان                                    | برهان‌الدین ربانی            | رئیس‌جمهور                    | ۹–۱۱ دسامبر ۱۹۹۷               | هشتمین نشست سازمان همکاری اسلامی                |
|    | سودان                                        | عمر البشیر                  | رئیس‌جمهور                    | ۹–۱۱ دسامبر ۱۹۹۷               | هشتمین نشست سازمان همکاری اسلامی                |
|    | سنگال                                        | عبدو دیوف                   | رئیس‌جمهور                    | ۹–۱۱ دسامبر ۱۹۹۷               | هشتمین نشست سازمان همکاری اسلامی                |
|    | یمن                                          | علی عبدالله صالح            | رئیس‌جمهور                    | ۹–۱۱ دسامبر ۱۹۹۷               | هشتمین نشست سازمان همکاری اسلامی                |
|    | مالی                                         | آلفا عمر کوناری             | رئیس‌جمهور                    | ۹–۱۱ دسامبر ۱۹۹۷               | هشتمین نشست سازمان همکاری اسلامی                |
|    | کویت                                         | جابر احمد الصباح            | امیر                         | ۹–۱۱ دسامبر ۱۹۹۷               | هشتمین نشست سازمان همکاری اسلامی                |
|    | قطر                                          | حمد بن خلیفه آل ثانی        | امیر                         | ۹–۱۱ دسامبر ۱۹۹۷               | هشتمین نشست سازمان همکاری اسلامی                |
|    | بوسنی و هرزگوین                              | علی عزت‌بیگویچ               | رئیس نهاد ریاست جمهوری       | ۹–۱۱ دسامبر ۱۹۹۷               | هشتمین نشست سازمان همکاری اسلامی                |
|    | مراکش                                        | حسن دوم                     | پادشاه                       | ۹–۱۱ دسامبر ۱۹۹۷               | هشتمین نشست سازمان همکاری اسلامی                |
|    | ریاست جمهوری اکبر هاشمی رفسنجانی (۱۹۸۹–۱۹۹۷) |                             |                              |                                |                                                 |
|    | پاکستان                                      | نواز شریف                   | نخست‌وزیر                     | ۱۶–۱۷ فوریه ۱۹۲۲               | نخستین نشست اکو                                 |
|    | ترکیه                                        | تورگوت اوزال                | رئیس‌جمهور                    | ۱۶–۱۷ فوریه ۱۹۲۲               | نخستین نشست اکو                                 |
|    | جمهوری آذربایجان                             | ایاز مطلب‌اف                 | رئیس‌جمهور                    | ۱۶–۱۷ فوریه ۱۹۲۲               | نخستین نشست اکو                                 |
|    | ترکمنستان                                    | صفرمراد نیازف               | رئیس‌جمهور                    | ۱۶–۱۷ فوریه ۱۹۲۲               | نخستین نشست اکو                                 |
|    | جمهوری سوسیالیستی رومانی                     | نیکلای چائوشسکو             | رئیس‌جمهور                    | ۱۸–۲۰ دسامبر ۱۹۸۹              | بازدید دولتی                                    |
|    | نخست‌وزیری میرحسین موسوی (۱۹۸۱–۱۹۸۹)          |                             |                              |                                |                                                 |
|    | سودان                                        | صادق المهدی                 | نخست‌وزیر                     | اواخر ۱۹۸۶                     |                                                 |
|    | سازمان ملل متحد                              | کورت والدهایم               | دبیرکل                       | ۵ ژانویه ۱۹۸۰                  |                                                 |
|    | • دولت موقت ایران (۱۹۷۹) •                   |                             |                              |                                |                                                 |
|    | نخست‌وزیری مهدی بازرگان (۱۹۷۹)                |                             |                              |                                |                                                 |
|    | سازمان آزادی‌بخش فلسطین                       | یاسر عرفات                  | رئیس                         | ۱۷ فوریه ۱۹۷۹                  |                                                 |
|    | • دولت شاهنشاهی ایران (۱۹۲۵–۱۹۷۹) •          |                             |                              |                                |                                                 |
|    | حکومت محمدرضا شاه (۱۹۴۱–۱۹۷۹)                |                             |                              |                                |                                                 |
|    | چین                                          | هوآ گوئوفنگ                 | رهبر (دبیرکل حزب)            | ۲۸ اوت ۱۹۷۸                    |                                                 |
|    | هند                                          | مورارجی دسای                | نخست‌وزیر                     | ژوئن ۱۹۷۸                      | توقف                                            |
|    | اسرائیل                                      | مناخم بگین                  | نخست‌وزیر                     | ۲۲ فوریه ۱۹۷۸                  |                                                 |
|    | ایالات متحده آمریکا                          | جیمی کارتر                  | رئیس‌جمهور                    | ۳۱ دسامبر ۱۹۷۷ – ۱ ژانویه ۱۹۷۸ | سفر رسمی                                        |
|    | اردن                                         | حسین                        | پادشاه                       | ۳۱ دسامبر ۱۹۷۷ – ۱ ژانویه ۱۹۷۸ |                                                 |
|    | اسرائیل                                      | اسحاق رابین                 | نخست‌وزیر                     | ۱۶ ژوئیه ۱۹۷۶                  |                                                 |
|    | اسرائیل                                      | اسحاق رابین                 | نخست‌وزیر                     | ۱۶ اوت ۱۹۷۵                    |                                                 |
|    | سوریه                                        | حافظ اسد                    | رئیس‌جمهور                    | ۱۹۷۵                           |                                                 |
|    | مکزیک                                        | لوئیس اچوریا                | رئیس‌جمهور                    | ژوئیه ۱۹۷۵                     | سفر رسمی                                        |
|    | عربستان سعودی                                | شاهزاده فهد                 | ولیعهد                       | ژوئیه ۱۹۷۵                     |                                                 |
|    | مصر                                          | انور سادات                  | رئیس‌جمهور                    | ۲۳ آوریل ۱۹۷۵                  |                                                 |
|    | هند                                          | ایندیرا گاندی               | نخست‌وزیر                     | ۲۸ آوریل – ۲ مه ۱۹۷۴           | بازدید دولتی                                    |
|    | ایالات متحده آمریکا                          | ریچارد نیکسون               | رئیس‌جمهور                    | ۳۰–۳۱ مه ۱۹۷۲                  | سفر رسمی                                        |
|    | آلمان غربی                                   | ویلی برانت                  | صدراعظم                      | ۵ مارس ۱۹۷۲                    |                                                 |
|    | استرالیا                                     | پال هسلاک                   | فرماندار کل                  | ۱۲–۱۶ اکتبر ۱۹۷۱               | جشن‌های ۲۵۰۰ ساله شاهنشاهی ایران                 |
|    | امپراتوری اتیوپی                             | هایله سلاسی                 | امپراتور                     | ۱۲–۱۶ اکتبر ۱۹۷۱               | جشن‌های ۲۵۰۰ ساله شاهنشاهی ایران                 |
|    | دانمارک                                      | فردریک نهم                  | پادشاه                       | ۱۲–۱۶ اکتبر ۱۹۷۱               | جشن‌های ۲۵۰۰ ساله شاهنشاهی ایران                 |
|    | بلژیک                                        | بودوئن                      | پادشاه                       | ۱۲–۱۶ اکتبر ۱۹۷۱               | جشن‌های ۲۵۰۰ ساله شاهنشاهی ایران                 |
|    | اردن                                         | حسین                        | پادشاه                       | ۱۲–۱۶ اکتبر ۱۹۷۱               | جشن‌های ۲۵۰۰ ساله شاهنشاهی ایران                 |
|    | نپال                                         | ماهندرای                    | پادشاه                       | ۱۲–۱۶ اکتبر ۱۹۷۱               | جشن‌های ۲۵۰۰ ساله شاهنشاهی ایران                 |
|    | نروژ                                         | اولاف پنجم                  | پادشاه                       | ۱۲–۱۶ اکتبر ۱۹۷۱               | جشن‌های ۲۵۰۰ ساله شاهنشاهی ایران                 |
|    | یونان                                        | کنستانتین دوم               | پادشاه                       | ۱۲–۱۶ اکتبر ۱۹۷۱               | جشن‌های ۲۵۰۰ ساله شاهنشاهی ایران                 |
|    | لسوتو                                        | موشوئه‌شوئه دوم              | پادشاه                       | ۱۲–۱۶ اکتبر ۱۹۷۱               | جشن‌های ۲۵۰۰ ساله شاهنشاهی ایران                 |
|    | بحرین                                        | عیسی بن سلمان آل خلیفه      | امیر                         | ۱۲–۱۶ اکتبر ۱۹۷۱               | جشن‌های ۲۵۰۰ ساله شاهنشاهی ایران                 |
|    | قطر                                          | احمد بن علی آل ثانی         | امیر                         | ۱۲–۱۶ اکتبر ۱۹۷۱               | جشن‌های ۲۵۰۰ ساله شاهنشاهی ایران                 |
|    | کویت                                         | صباح سالم الصباح            | امیر                         | ۱۲–۱۶ اکتبر ۱۹۷۱               | جشن‌های ۲۵۰۰ ساله شاهنشاهی ایران                 |
|    | عمان                                         | قابوس بن سعید               | سلطان                        | ۱۲–۱۶ اکتبر ۱۹۷۱               | جشن‌های ۲۵۰۰ ساله شاهنشاهی ایران                 |
|    | مالزی                                        | عبدالحلیم معظم شاه          | یانگ دی-پرتوان آگونگ         | ۱۲–۱۶ اکتبر ۱۹۷۱               | جشن‌های ۲۵۰۰ ساله شاهنشاهی ایران                 |
|    | لوکزامبورگ                                   | ژان                         | دوک اعظم                     | ۱۲–۱۶ اکتبر ۱۹۷۱               | جشن‌های ۲۵۰۰ ساله شاهنشاهی ایران                 |
|    | سوئد                                         | کارل گوستاف                 | ولیعهد                       | ۱۲–۱۶ اکتبر ۱۹۷۱               | جشن‌های ۲۵۰۰ ساله شاهنشاهی ایران                 |
|    | اسپانیا                                      | خوآن کارلوس یکم             | ولیعهد                       | ۱۲–۱۶ اکتبر ۱۹۷۱               | جشن‌های ۲۵۰۰ ساله شاهنشاهی ایران                 |
|    | امارات متحده عربی                            | زاید بن سلطان آل نهیان      | رئیس‌جمهور                    | ۱۲–۱۶ اکتبر ۱۹۷۱               | جشن‌های ۲۵۰۰ ساله شاهنشاهی ایران                 |
|    | کانادا                                       | رولاند میچنر                | فرماندار کل                  | ۱۲–۱۶ اکتبر ۱۹۷۱               | جشن‌های ۲۵۰۰ ساله شاهنشاهی ایران                 |
|    | جمهوری فدرال سوسیالیستی یوگسلاوی             | یوسیپ بروز تیتو             | رئیس‌جمهور                    | ۱۲–۱۶ اکتبر ۱۹۷۱               | جشن‌های ۲۵۰۰ ساله شاهنشاهی ایران                 |
|    | اتحاد جماهیر شوروی                           | نیکلای پادگورنی             | رئیس‌جمهور                    | ۱۲–۱۶ اکتبر ۱۹۷۱               | جشن‌های ۲۵۰۰ ساله شاهنشاهی ایران                 |
|    | اتریش                                        | فرانتس یوناس                | رئیس‌جمهور                    | ۱۲–۱۶ اکتبر ۱۹۷۱               | جشن‌های ۲۵۰۰ ساله شاهنشاهی ایران                 |
|    | بلغارستان                                    | تودور ژیوکوف                | رئیس‌جمهور                    | ۱۲–۱۶ اکتبر ۱۹۷۱               | جشن‌های ۲۵۰۰ ساله شاهنشاهی ایران                 |
|    | برزیل                                        | امیلیو گاراستازو مدیسی      | رئیس‌جمهور                    | ۱۲–۱۶ اکتبر ۱۹۷۱               | جشن‌های ۲۵۰۰ ساله شاهنشاهی ایران                 |
|    | فنلاند                                       | اورهو ککونن                 | رئیس‌جمهور                    | ۱۲–۱۶ اکتبر ۱۹۷۱               | جشن‌های ۲۵۰۰ ساله شاهنشاهی ایران                 |
|    | ترکیه                                        | جودت سونای                  | رئیس‌جمهور                    | ۱۲–۱۶ اکتبر ۱۹۷۱               | جشن‌های ۲۵۰۰ ساله شاهنشاهی ایران                 |
|    | مجارستان                                     | پال لوسونچی                 | رئیس‌جمهور                    | ۱۲–۱۶ اکتبر ۱۹۷۱               | جشن‌های ۲۵۰۰ ساله شاهنشاهی ایران                 |
|    | چکسلواکی                                     | لودفیک سفوبودا              | رئیس‌جمهور                    | ۱۲–۱۶ اکتبر ۱۹۷۱               | جشن‌های ۲۵۰۰ ساله شاهنشاهی ایران                 |
|    | پاکستان                                      | یحیی خان                    | رئیس‌جمهور                    | ۱۲–۱۶ اکتبر ۱۹۷۱               | جشن‌های ۲۵۰۰ ساله شاهنشاهی ایران                 |
|    | لبنان                                        | سلیمان فرنجیه               | رئیس‌جمهور                    | ۱۲–۱۶ اکتبر ۱۹۷۱               | جشن‌های ۲۵۰۰ ساله شاهنشاهی ایران                 |
|    | لیختن‌اشتاین                                  | فرانتس یوزف دوم             | شاهزاده                      | ۱۲–۱۶ اکتبر ۱۹۷۱               | جشن‌های ۲۵۰۰ ساله شاهنشاهی ایران                 |
|    | آفریقای جنوبی                                | ژاکوبوس یوهانس فوشه         | رئیس‌جمهور                    | ۱۲–۱۶ اکتبر ۱۹۷۱               | جشن‌های ۲۵۰۰ ساله شاهنشاهی ایران                 |
|    | سنگال                                        | لئوپولد سدار سنگور          | رئیس‌جمهور                    | ۱۲–۱۶ اکتبر ۱۹۷۱               | جشن‌های ۲۵۰۰ ساله شاهنشاهی ایران                 |
|    | هند                                          | وی.وی. گیری                 | رئیس‌جمهور                    | ۱۲–۱۶ اکتبر ۱۹۷۱               | جشن‌های ۲۵۰۰ ساله شاهنشاهی ایران                 |
|    | اندونزی                                      | سوهارتو                     | رئیس‌جمهور                    | ۱۲–۱۶ اکتبر ۱۹۷۱               | جشن‌های ۲۵۰۰ ساله شاهنشاهی ایران                 |
|    | موریتانی                                     | مختار ولد داداه             | رئیس‌جمهور                    | ۱۲–۱۶ اکتبر ۱۹۷۱               | جشن‌های ۲۵۰۰ ساله شاهنشاهی ایران                 |
|    | موناکو                                       | رینیه سوم                   | شاهزاده                      | ۱۲–۱۶ اکتبر ۱۹۷۱               | جشن‌های ۲۵۰۰ ساله شاهنشاهی ایران                 |
|    | جمهوری داهومی                                | هوبرت ماگا                  | رئیس‌جمهور                    | ۱۲–۱۶ اکتبر ۱۹۷۱               | جشن‌های ۲۵۰۰ ساله شاهنشاهی ایران                 |
|    | رومانی                                       | نیکلای چائوشسکو             | رئیس‌جمهور                    | ۱۲–۱۶ اکتبر ۱۹۷۱               | جشن‌های ۲۵۰۰ ساله شاهنشاهی ایران                 |
|    | زئیر                                         | موبوتو سسه سوکو             | رئیس‌جمهور                    | ۱۲–۱۶ اکتبر ۱۹۷۱               | جشن‌های ۲۵۰۰ ساله شاهنشاهی ایران                 |
|    | سوئیس                                        | رودلف گناگی                 | رئیس‌جمهور                    | ۱۲–۱۶ اکتبر ۱۹۷۱               | جشن‌های ۲۵۰۰ ساله شاهنشاهی ایران                 |
|    | اسواتینی                                     | ماخوسینی دلامینی            | نخست‌وزیر                     | ۱۲–۱۶ اکتبر ۱۹۷۱               | جشن‌های ۲۵۰۰ ساله شاهنشاهی ایران                 |
|    | فرانسه                                       | ژاک شابان-دلما              | نخست‌وزیر                     | ۱۲–۱۶ اکتبر ۱۹۷۱               | جشن‌های ۲۵۰۰ ساله شاهنشاهی ایران                 |
|    | کره جنوبی                                    | کیم جونگ-پیل                | نخست‌وزیر                     | ۱۲–۱۶ اکتبر ۱۹۷۱               | جشن‌های ۲۵۰۰ ساله شاهنشاهی ایران                 |
|    | ایتالیا                                      | امیلیو کلمبو                | نخست‌وزیر                     | ۱۲–۱۶ اکتبر ۱۹۷۱               | جشن‌های ۲۵۰۰ ساله شاهنشاهی ایران                 |
|    | واتیکان                                      | پل ششم                      | پاپ                          | ۲۵ نوامبر ۱۹۷۰                 |                                                 |
|    | کره جنوبی                                    | پارک چونگ هی                | رئیس‌جمهور                    | ۱۹۶۹                           |                                                 |
|    | سازمان ملل متحد                              | او تانت                     | دبیرکل                       | ۸ فوریه ۱۹۶۸                   |                                                 |
|    | اسرائیل                                      | لوی اشکول                   | نخست‌وزیر                     | ۱۹ ژوئن ۱۹۶۶                   |                                                 |
|    | عربستان سعودی                                | ملک فیصل                    | پادشاه                       | ۱۹۶۶                           |                                                 |
|    | فنلاند                                       | اورهو ککونن                 | رئیس‌جمهور                    | فوریه ۱۱–۱۲ ۱۹۶۵               |                                                 |
|    | نروژ                                         | اولاف پنجم                  | پادشاه                       | ژانویه ۷–۱۴ ۱۹۶۵               |                                                 |
|    | فرانسه                                       | شارل دو گل                  | رئیس‌جمهور                    | ۲۱ مارس ۱۹۶۳                   | سفر رسمی                                        |
|    | اسرائیل                                      | داوید بن گوریون             | نخست‌وزیر                     | ۴ نوامبر ۱۹۶۱                  |                                                 |
|    | بریتانیا                                     | الیزابت دوم                 | ملکه                         | ۲–۶ مارس ۱۹۶۱                  |                                                 |
|    | ایالات متحده آمریکا                          | دوایت آیزنهاور              | رئیس‌جمهور                    | ۱۴ دسامبر ۱۹۵۹                 | بازدید از مجلس شورای ملی                        |
|    | هند                                          | جواهر لعل نهرو              | نخست‌وزیر                     | سپتامبر ۱۹۵۹                   |                                                 |
|    | اردن                                         | حسین                        | پادشاه                       | ۲ مه ۱۹۵۹                      |                                                 |
|    | عراق                                         | نوری سعید                   | نخست‌وزیر                     | ۱۶ آوریل ۱۹۵۶                  | نشست سازمان پیمان مرکزی                         |
|    | ترکیه                                        | عدنان مندرس                 | نخست‌وزیر                     | ۱۶ آوریل ۱۹۵۶                  | نشست سازمان پیمان مرکزی                         |
|    | اتحاد جماهیر شوروی                           | ژوزف استالین                | رهبر (دبیرکل)                | ۲۷ نوامبر – ۲ دسامبر ۱۹۴۳      | کنفرانس تهران                                   |
|    | بریتانیا                                     | وینستون چرچیل               | نخست‌وزیر                     | ۲۷ نوامبر – ۲ دسامبر ۱۹۴۳      | کنفرانس تهران                                   |
|    | ایالات متحده آمریکا                          | فرانکلین دلانو روزولت       | رئیس‌جمهور                    | ۲۷ نوامبر – ۲ دسامبر ۱۹۴۳      | کنفرانس تهران                                   |
|    | بریتانیا                                     | وینستون چرچیل               | نخست‌وزیر                     | ۲۰ اوت ۱۹۴۲                    |                                                 |
|    | حکومت رضاشاه (۱۹۲۵–۱۹۴۱)                     |                             |                              |                                |                                                 |
|    | • دولت علیه ایران (۱۹۰۷–۱۹۲۵) •              |                             |                              |                                |                                                 |

## پربازدیدترین مقام
تا تاریخ ۱۹ ژوئیه ۲۰۲۲

## پربازدیدترین کشور
تا تاریخ ۱۹ ژوئیه ۲۰۲۲